# فرانز بيتر ورث
فرانز بيتر ورث (بالألمانية: Franz Peter Wirth)‏ (و. 1919 – 1999 م) هو مخرج أفلام، وكاتب سيناريو ألماني، ولد في ميونخ، توفي في بيرغ، عن عمر يناهز 80 عاماً.

## وصلات خارجية
- فرانز بيتر ورث على موقع IMDb (الإنجليزية)
- فرانز بيتر ورث على موقع مونزينجر (الألمانية)
- فرانز بيتر ورث على موقع ألو سيني (الفرنسية)
- فرانز بيتر ورث على موقع أول موفي (الإنجليزية)
- فرانز بيتر ورث على موقع قاعدة بيانات الأفلام السويدية (السويدية)
- فرانز بيتر ورث على موقع قاعدة بيانات الفيلم (الإنجليزية)
- فرانز بيتر ورث على موقع كينوبويسك (الروسية)